# Sneltram van Jeruzalem
De Sneltram van Jeruzalem (Hebreeuws: הרכבת הקלה בירושלים, HaRakevet HaKala Birushalayim, Engels: Jerusalem Light Rail) is een lightrailtracé in de Israëlische hoofdstad Jeruzalem. Het is de eerste van een aantal geplande zogenaamde rapid transit lines. De bouw begon in 2002 en in 2010 was de constructie compleet. Hierna volgde nog een periode van tests. De lijn is gebouwd door het CityPass consortium. Deze organisatie had oorspronkelijk een 30-jarige concessie op het tracé. De bouw omvatte onder andere de constructie van de Snarenbrug en een aantal herinrichtingsprojecten in de stad.

## Tracé
De lijn begint in Pisgat Ze'ev in het noordoosten en volgt vervolgens de snelweg 60 in zuidelijke richting naar de Jaffa Road (Rehov Yaffo). Deze weg wordt gevolgd in westelijke richting tot aan het centrale busstation van de stad. De lijn buigt vervolgens af naar het zuidwesten langs Herzl Boulevard en eindigt in de buurt van de Herzlberg. De totale lengte van de lijn is 13,5 km en heeft 23 haltes.

## Materieel
Op de lijn rijden 46 Citadistreinen van Alstom. Deze zijn uitgerust met kogelbestendige ramen. Alle zichtbare mechanische onderdelen zijn bovendien weggewerkt, waardoor ze minder kwetsbaar zijn voor terroristische aanslagen.

## Controverse

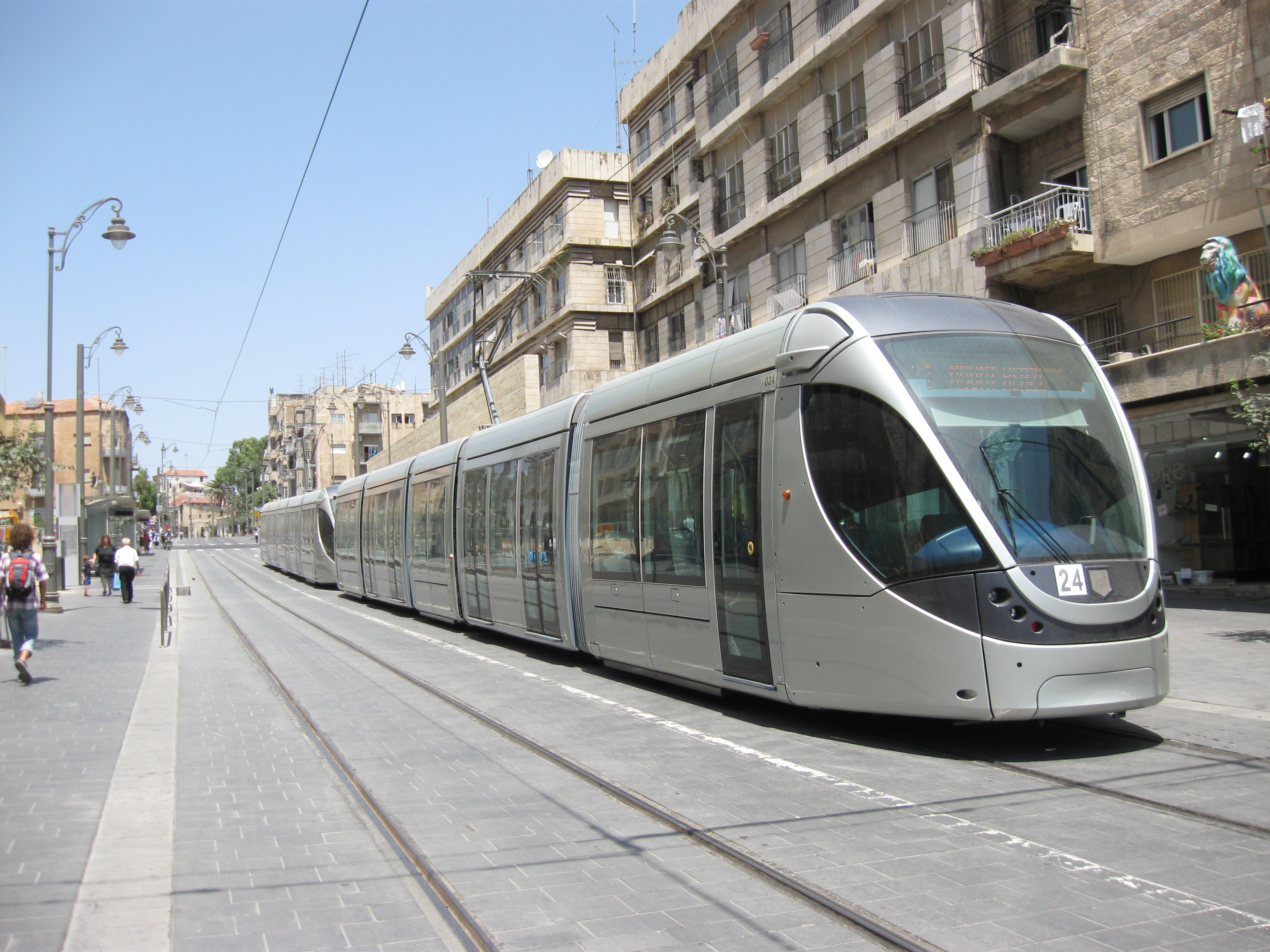
Proefriten Jeruzalem lightrail op Jaffa Road
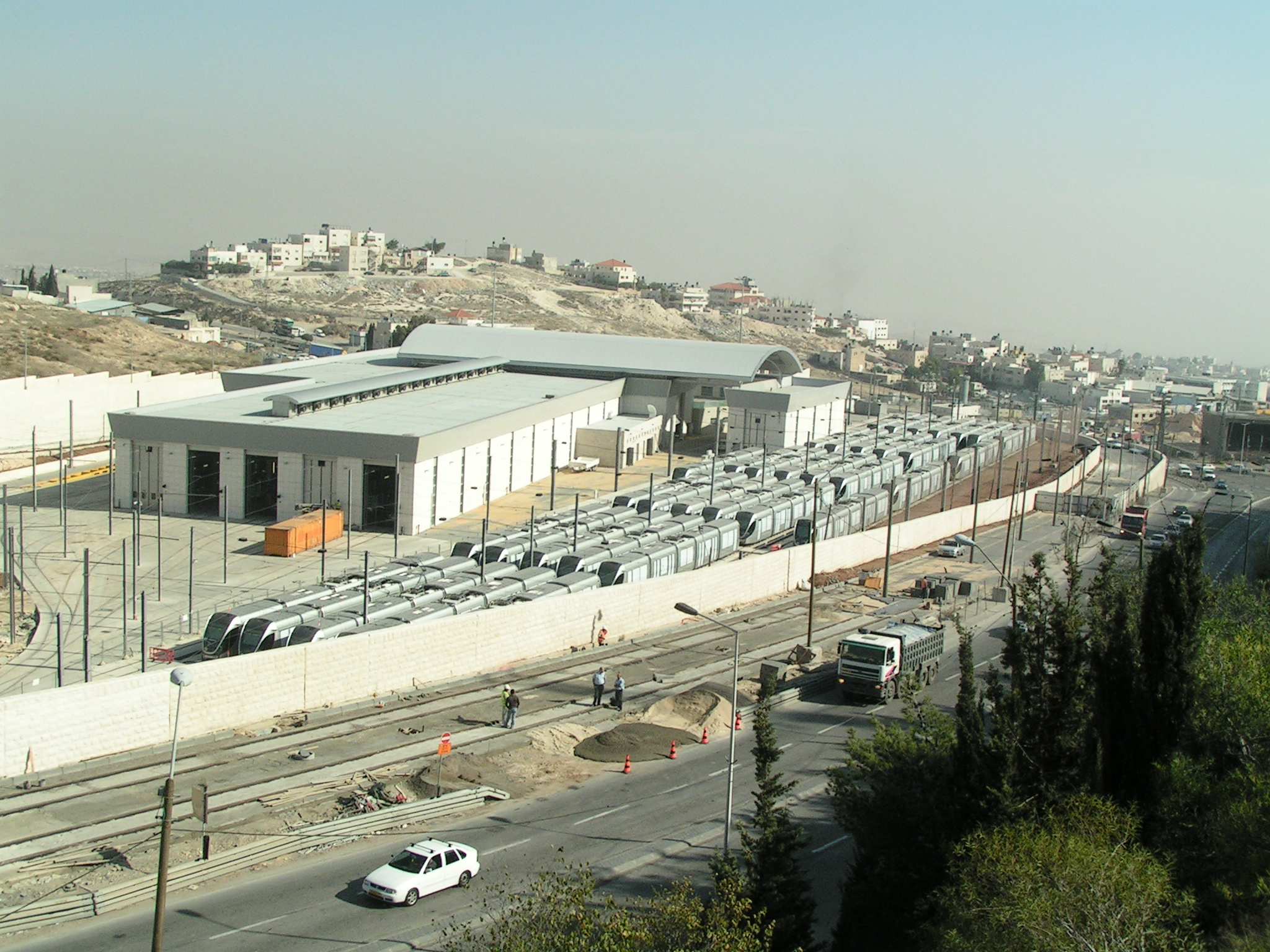
Depot
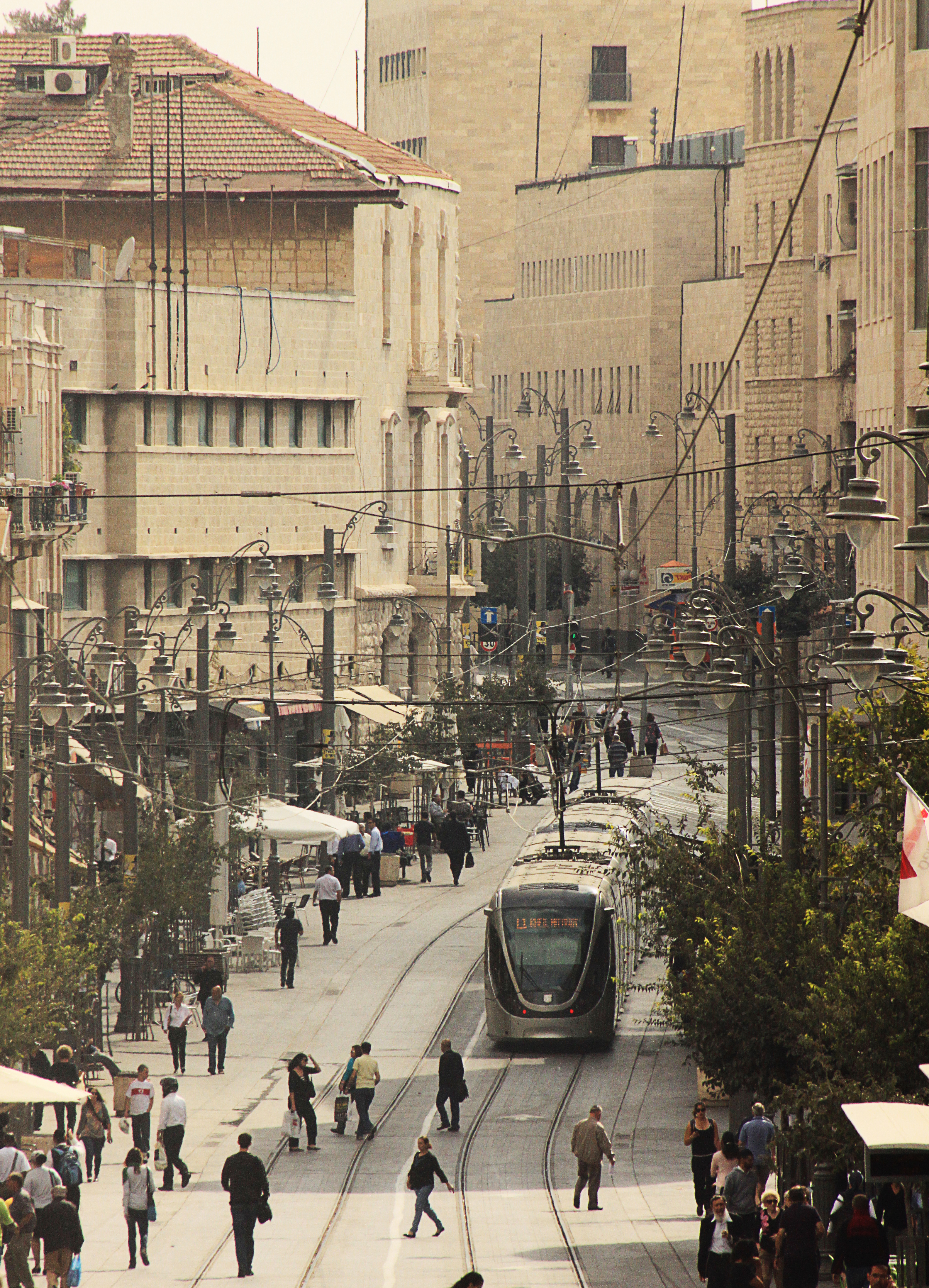
Jaffa Road
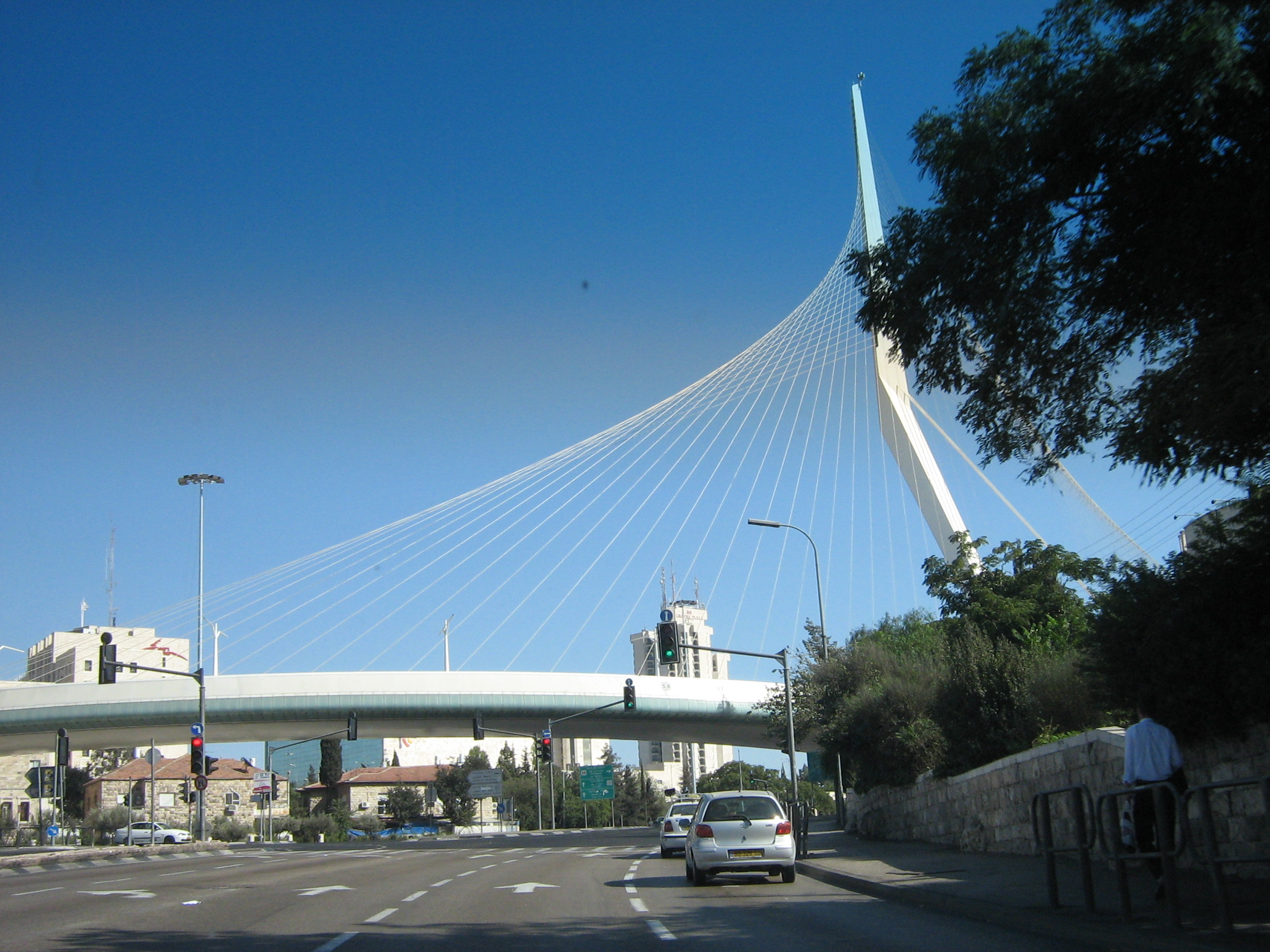
Snarenbrug